# 군종 (병과)
군종(軍宗, 영어: military chaplain)은 군대에서 종교와 관련된 병과이다.

## 종교별 군종제도

### 로마 가톨릭의 담당사제 제도

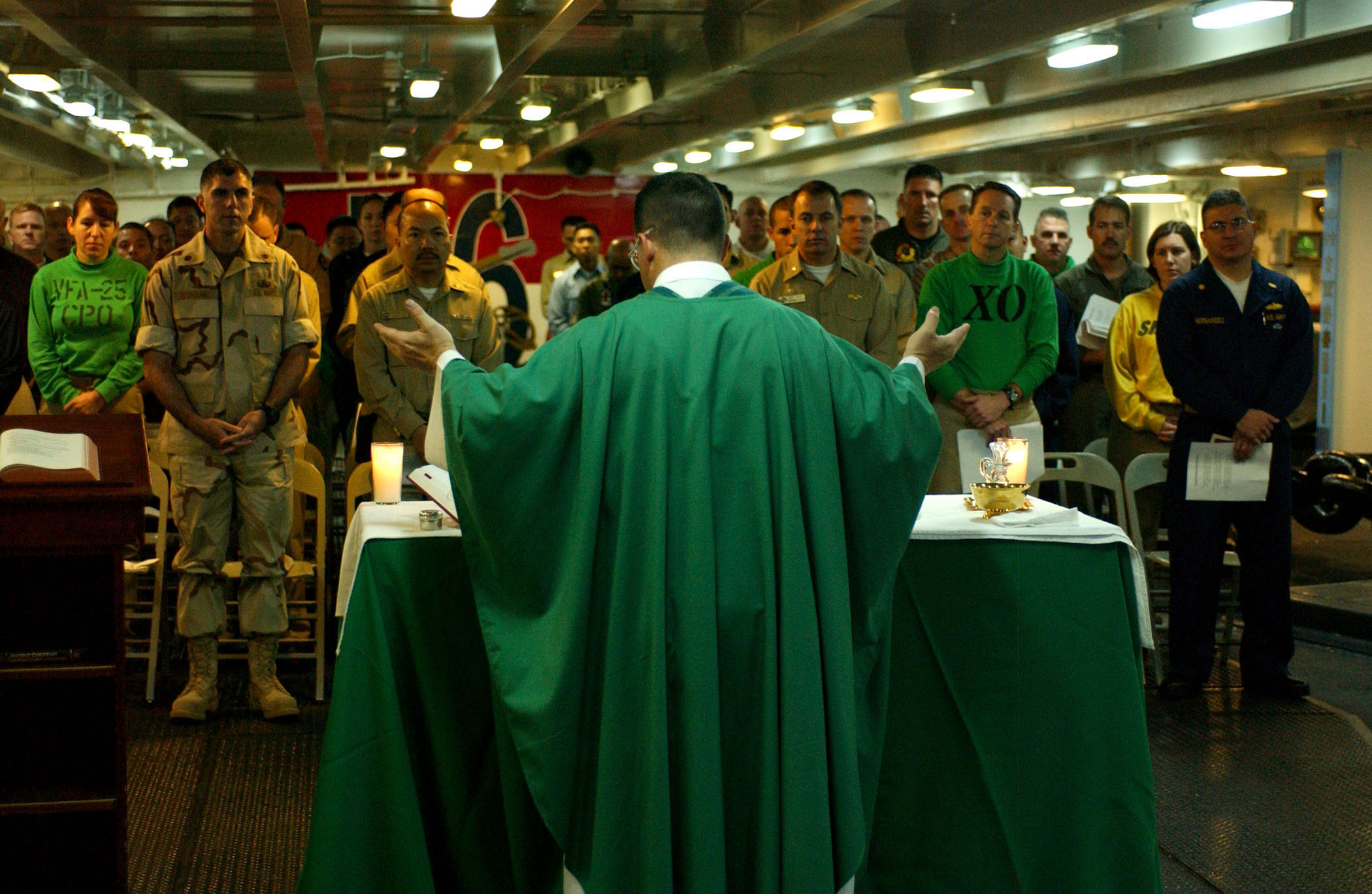
2006년 미 해군 병영에서 로마 가톨릭 교회 사제가 미사를 집전하는 모습

담당사제는 로마 가톨릭 교회의 사목구에서 일하는 사제들을 제외한, 로마 가톨릭 신자들의 어떤 공동체나 특별한 집단 가운데 적어도 한 부분을 맡아 보편법과 개별법을 따르면서 사목하도록 고정적으로 임명된 특수사목 분야를 책임지는 사제를 말한다. 담당사제에는 군인들을 섬기는 군종사제를 포함하여 이민자들, 망명자, 피난민, 유랑민, 항해민, 병원의 병자를 비롯하여 그 종사자들, 교도소에 수감되어 있는 이들과 교도관 등 본당사목구 주임의 정상적인 사목적 섬김을 받을 수 없는 여건에 사는 사람들을 위하여 선임된다.
담당사제란 명칭의 유래는 어느 추운 겨울 날에 투르의 성 마르티노가 거지에게 자기 망토를 반으로 나누어 덮어주고 자기는 나머지 반토막짜리 망토를 둘렀는데 그날 밤 예수가 마르티노 성인에게 나타나 “네가 이 옷으로 나를 감싸 주었다.”라고 말했다고 한다.
그 후 프랑크 왕국의 국왕들은 전쟁에 나갈 때 이 반쪽 망토를 진중 천막에 보관하고 거기에서 승전을 기원하는 맹세와 미사를 바쳤는데 그 천막 기도소를 성 마르티노 경당(Cappella)이라고 부르게 되었다고 한다.
그리고 그 곳을 지키면서 미사를 드리던 사제를 담당사제(Cappellanus = Chaplain)라고 불렀다.

## 국가별 군종제도

### 대한민국의 군종

#### 군종의 역사
대한민국에서는 감리교 신자였던 1951년 이승만 전 대통령에 의해 개신교, 천주교, 불교 군종 제도가 실시됐으며, 현재는 원불교도 포함한다.
전문기술과 지식을 가진 병을 선발하는 육군 특기병의 주특기 번호는 4311이며, 각 종교별로 개신교는 D6, 천주교는 D7, 불교는 D8로 구분된다.

#### 지원자격
군종 장교의 경우는 군종목사(개신교), 군종신부(천주교), 군종법사(불교), 군종교무(원불교)라고 하며, 병은 군종병으로 통칭한다.
대한민국의 군종 장교는 대한민국 국방부에서 지정한 대학교나 대학원을 졸업하였고, 종교단체로부터 공인된 성직자여야 한다. 또한 군종장교가 되려면 신체/정신/사상이 건전한 사람이어야 한다고 규정하고 있다. 군종병의 경우는 병무청의 모집요강에서 자신이 믿는 종교와 관련된 학과에서 1년 이상 공부한 자 또는 세례(불교는 수계)를 받은 지 3년 이상인 사람이어야 한다고 규정하고 있다.

#### 군종이 하는 일
군종병이 수행하는 종교적인 병과로는 군종장교 보좌와 종교활동 보조와 같은 일 등이 있다.
군종신부나 군종목사등의 군종장교는 종교행사(개신교 예배, 천주교 미사, 불교 법회 등)지도, 교리와 예전교육, 상담 등의 성직활동을 한다.

#### 군종제도의 개선점
- 기독교 교파별 형평성: 개신교와 천주교는 군종장교와 군종병이 있으나, 대한 성공회와 한국 정교회는 군종 사제가 없다.
- 불교 교파별 형평성: 대한불교 조계종은 1968년 이후 동국대학교(서울, 경주캠퍼스) 중앙승가대학교의 졸업자와, 비구계 수지자 중 4년제 대학교 졸업 이상인 자에게 군종장교 파송을 허용하고 있다.

## 대한민국육군군종의 분류
- 2012년부터 병과에 따른 주특기번호가 개편되었다.
- 육군
  - 일반장교 3자리(끝자리가 0), 군의장교 4자리
  - 준위 및 부사관 3자리(일반장교 3자리에서 끝자리로 세분화).
    - 준위와 부사관 모두 공통의 주특기번호를 가지나, 각각 고유로 갖는 것도 있음.
    - 부사관 중 특전통신, 화기, 의무, 정작 특기의 경우 병의 경우와 마찬가리로 기본 3자리 끝에 추가 3자리를 덧붙인다.

  - 병 6자리
    - 준위 및 부사관의 특기 기본 3자리 끝에 추가 3자리를 덧붙인다.
    - 병 특수자격 중 외국어 자격(16개), 특수자격(39개), 전환복무자 및 카투사 전역자 특기도 개편되었다. 2012년도 예비군 실무편람 '군사특기 및 유사특기 범위' 560쪽 참조

- 431
  - 군종행정(4311)
    - 기독교(개신교)군종병 : 4311.D6
    - 천주교 군종병 : 4311.D7
    - 불교 군종병 : 4311.D8

## 같이 보기
- 정치지도원